# Isaac Leon Kandel
Isaac Leon Kandel (* 22. Januar 1881 in Botoșani (Rumänien); † 14. Juni 1965 in Genf) war ein britisch-amerikanischer, vorwiegend in den USA lehrender Erziehungswissenschaftler. Er gilt als der Begründer der Vergleichenden Pädagogik in den USA.

## Leben und Werk
Der Sohn englischer Eltern studierte alte Sprachen bis 1906 an der University of Manchester, bis zur Promotion in Pädagogik 1910 an der Columbia University. Er besuchte Sommerkurse an der Universität Jena bei Wilhelm Rein. Einige Jahre unterrichtete er an Schulen in Irland, dann wurde er Dozent an der Columbia. 1914 wurde Kandel ein Spezialist der Carnegie-Stiftung zur Förderung der Lehrerausbildung am International Institute des Teachers College der Columbia bis 1946, ab 1923 als Professor und Kollege von John Dewey. Er war der erste Jude in einer solchen Position. Dann kehrte er noch einmal bis 1949/50 nach Manchester zurück.
Bereits 1934/35 (The Making of Nazis) veröffentlichte er eine kritische Analyse der Erziehung im Nationalsozialismus, in der er zeigte, wie Hitler die Lehrerausbildung nutzte, um seine Ideen in der Jugend zu verbreiten. Das Buch wurde kaum beachtet.

Kandel betrachtete die Vergleichende Pädagogik als Studium der Wege, wie einzelne Länder Bildungsprobleme angehen im Kontext ihrer sozialen, politischen und kulturellen Tradition. Insofern sprach er von einem Nationalcharakter. Im Werk Comparative Education (1933) sagte Kandel:
„The chief value of a comparative approach to [educational] problems lies in an analysis of the causes which have produced them, in a comparison of the differences between the various systems and the reasons underlying them, and, finally, a study of the solutions attempted.“
Kandel (1943) war ein Gegner der Progressive Education des Pragmatismus in den USA, weil er gegen ihre Traditionslosigkeit war und Bildung nicht auf subjektive Ziele der Schüler aufbauen wollte.

## Schriften
- Elementary Education in England. 1914.
- Federal Aid for Vocational Education. 1917.
- Education in Germany. 1918.
- Reports on Education in Great Britain, Ireland, Germany and France. 1919.
- Comparative Education. 1933.
- The Making of Nazis. 1934/35.[2] (Nachdruck: 1970, ISBN 0-8371-3966-X)
- Conflicting Theory of Education. 1938.
- The Cult of Uncertainty. 1943.
- Die Verlängerung der Schulzeit: eine internationale Übersicht, deutsche Ausg. mit einem Geleitw. und Ergänzungen vers. von Eugen Löffler. UNESCO 1952.
- American Education in the 20th Century. 1953.

## Einzelbelege
1. ↑  David J. Flinders, P. Bruce Uhrmacher: Curriculum and Teaching Dialogue. IAP, 2013, ISBN 978-1-62396-024-7 (google.de [abgerufen am 28. Juni 2020]).
2. ↑  Isaac Leon Kandel: The Making of Nazis. Teacher College, Columbia University, 1934 (google.de [abgerufen am 28. Juni 2020]).

| Personendaten    | Personendaten                                     |
| ---------------- | ------------------------------------------------- |
| NAME             | Kandel, Isaac Leon                                |
| ALTERNATIVNAMEN  | Kandel, I. L.                                     |
| KURZBESCHREIBUNG | britisch-amerikanischer Erziehungswissenschaftler |
| GEBURTSDATUM     | 22. Januar 1881                                   |
| GEBURTSORT       | Botoșani                                          |
| STERBEDATUM      | 14. Juni 1965                                     |
| STERBEORT        | Genf                                              |